# 239
| 239                |
| ------------------ |
| Dødsfald - Fødsler |
|                    |

| Gregoriansk kalender | 239 CCXXXIX             |
| Ab urbe condita      | 992                     |
| Armensk kalender     | I/T                     |
| Kinesiske kalender   | 2935 – 2936 戊午 – 己未 |
| Etiopisk kalender    | 231 – 232               |
| Jødisk kalender      | 3999 – 4000             |
| Hindukalendere       |                         |
| - Vikram Samvat      | 294 – 295               |
| - Shaka Samvat       | 161 – 162               |
| - Kali Yuga          | 3340 – 3341             |
| Iransk kalender      | 383 BP – 382 BP         |
| Islamisk kalender    | 395 BH – 394 BH         |

Se også 239 (tal)